# Chenorhamphus
Genre
Synonymes
- genre Malurus Vieillot, 1816[2]
- Chenorhamphus Oustalet, 1878[2]
- Hallornis Mathews, 1912[2]
- Leggeornis Mathews, 1912[2]
- Malacurus Gloger, 1842[2]
- Musciparus Reichenow, 1897[2]
- Nesomalurus Mathews, 1913[2]
- Rosina Mathews, 1912[2]
- Ryania Mathews, 1912[2]

Chenorhamphus est un genre d'oiseaux de la famille des Maluridae.

## Liste des espèces
Selon la classification de référence du Congrès ornithologique international (version 6.4, 2016) :
- Chenorhamphus campbelli (Schodde, 1982)
- Chenorhamphus grayi (Wallace, 1862)